# Líbano nos Jogos Olímpicos de Inverno de 2010
O Líbano participou dos Jogos Olímpicos de Inverno de 2010, realizados na cidade de Vancouver, no Canadá. Foi a décima quinta aparição do país em Olimpíadas de Inverno.

## Desempenho

### Esqui alpino
Feminino
| Atleta        | Evento         | Resultado | Resultado | Resultado | Resultado |
| Atleta        | Evento         | Corrida 1 | Corrida 2 | Total     | Pos.      |
| ------------- | -------------- | --------- | --------- | --------- | --------- |
| Jacky Chamoun | Slalom         | 1:09.41   | 1:08.62   | 2:18.03   | 54º       |
| Chirine Njeim | Slalom         | 58.97     | 59.23     | 1:58.20   | 43º       |
| Chirine Njeim | Slalom gigante | 1:23.28   | 1:18.33   | 2:41.61   | 43º       |
| Chirine Njeim | Super-G        | 1:29.59   |           |           | 37º       |

Masculino
| Atleta       | Evento         | Resultado  | Resultado  | Resultado | Resultado |
| Atleta       | Evento         | 1ª corrida | 2ª corrida | Total     | Pos.      |
| ------------ | -------------- | ---------- | ---------- | --------- | --------- |
| Ghassan Achi | Slalom         | DSQ        | DSQ        | DSQ       | DSQ       |
| Ghassan Achi | Slalom gigante | 1:27.19    | DNF        | DNF       | DNF       |

Legenda
| Recorde mundial      | Recorde mundial (World record)               |                       | Recorde africano                      | Recorde africano (African) |                                           | Q | Classificado por posição (Qualified) |
| Recorde olímpico     | Recorde olímpico (Olympic record)            | Recorde da América    | Recorde da América (Americas)         | q                          | Classificado por melhor tempo (Qualified) |   |                                      |
| Melhor marca do ano  | Melhor marca do ano (World leading)          | Recorde asiático      | Recorde asiático (Asian)              | DNS                        | Não largou (Did not start)                |   |                                      |
| Recorde nacional     | Recorde nacional (National record)           | Recorde europeu       | Recorde europeu (European)            | DNF                        | Não terminou (Did not finish)             |   |                                      |
| Recorde pessoal      | Recorde pessoal do atleta (Personal best)    | Recorde da Oceania    | Recorde da Oceania (Oceania)          | DSQ / DQ                   | Desclassificado (Disqualified)            |   |                                      |
| Recorde da temporada | Recorde da temporada do atleta (Season best) | Recorde sul-americano | Recorde sul-americano (South America) | NM                         | Sem marca (No mark)                       |   |                                      |